# 阿尔贝塔切
阿尔贝塔切（法語：Albertacce，法語發音：[albɛʁtatʃe]）是法国上科西嘉省的一个市镇，属于科尔泰区。

## 地理
阿尔贝塔切（42°19'38"N, 8°59'2"E）面积97.12 平方千米，位于法国上科西嘉省，该省份位于科西嘉北部，后者为地中海西部的一座岛屿，也是法国的一个单一领土集体，位于法国大陆部分的东南面，意大利半島的西面，最临近的地块是撒丁岛。
与阿尔贝塔切接壤的市镇（或旧市镇、城区）包括：埃维萨、阿斯科、卡拉庫恰。
阿尔贝塔切的时区为UTC+01:00、UTC+02:00（夏令时）。

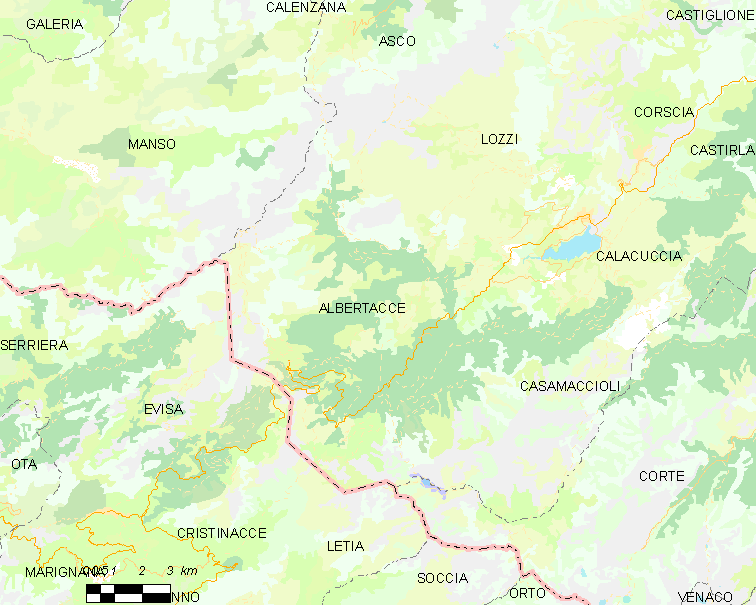
阿尔贝塔切的OSM定位图

## 行政
阿尔贝塔切的邮政编码为20224，INSEE市镇编码为2B007。

## 政治
阿尔贝塔切所属的省级选区为戈洛-莫罗萨利亚县。

## 人口

1962-2008年间阿尔贝塔切人口变化图示

阿尔贝塔切于2022年1月1日时的人口数量为199人。